# Anais Mali
Anais Mokngar Mali (ur. 22 stycznia 1988 w Tulonie) – francuska modelka i projektantka mody.

## Wczesne życie
Urodziła się we francuskim mieście Tulon. Jej matka pochodzi z Czadu, natomiast ojciec z Polski.

## Kariera
W 2009 podpisała kontrakt z Wilhelmina Models. W styczniu 2011 roku pojawiła się we włoskim artykule redakcyjnym Vogue sfotografowanym przez Stevena Meisela. W lutym 2011 roku pojawiła się w artykule redakcyjnym Vogue, sfotografowanym przez Mario Testino. Brała udział w Victoria’s Secret Fashion Show 2011.
W listopadzie 2016 pojawiła się w teledysku do utworu Mania The Weeknd.